# Kate Flannery
Kate Flannery, egentligen Kathrine Patricia Flannery, född 10 juni 1964 i Philadelphia, Pennsylvania, USA, är en amerikansk skådespelerska. Hon är troligtvis mest känd för sin återkommande roll som Meredith Palmer i TV-serien The Office.

## Biografi
Kate Flannery är född och uppvuxen i Philadelphia, där hon avlade examen vid University of the Arts in Philadelphia. Hon är en originalmedlem i Chicago's Annoyance Theater, där hon varit med och skapat över 15 föreställningar. Flannery är till hälften irländsk och ett av sju barn. Hon är tre minuter yngre än sin tvillingsyster.

## Filmografi

### Filmer
| År   | Titel                              | Roll                         | Notering        |
| ---- | ---------------------------------- | ---------------------------- | --------------- |
| 1999 | Can't Stop Dancing                 | Tonia                        |                 |
| 1999 | Trick                              | Löjlig författare            |                 |
| 2000 | Amy Stiller's Breast               | Reporter                     | Kortfilm        |
| 2002 | Life Without Dick                  | Partykämpe med kramp i benen |                 |
| 2003 | Carolina                           | Caféservitris                |                 |
| 2005 | The Heir Apparent                  | Heidi                        | Kortfilm        |
| 2005 | I'm Not Gay                        | Sekreterare                  | Kortfilm        |
| 2006 | Danny Roane: First Time Director   | Marla                        |                 |
| 2007 | Jesus People                       | Sharon Nyenhuis              | Kortfilm        |
| 2007 | Wild Girls Gone                    | Reading Circle #4            |                 |
| 2009 | Coco Lipshitz: Behind the Laughter | Reporter                     | Kortfilm        |
| 2009 | You                                | Räknande kvinna              |                 |
| 2010 | Finger Babies                      | Lärare                       | Kort videofilm  |
| 2012 | Love or Whatever                   | Rosemary                     |                 |
| 2014 | Home                               | Rosemary                     |                 |
| 2014 | Break Point                        | Commonwealth Rep             | Post-produktion |
| 2014 | Helicopter Mom                     | Norma                        | Post-produktion |
| 2014 | Cooties                            | Charman                      | Post-produktion |

### Television
| År        | Titel                         | Roll                     | Notering                                   |
| --------- | ----------------------------- | ------------------------ | ------------------------------------------ |
| 2001      | Spyder Games                  | Bunny                    | Återkommande roll (5 episoder)             |
| 2002      | Simma lugnt, Larry!           | Polis #2                 | Episod: "The Corpse-Sniffing Dog"          |
| 2002      | Saturday Night Live           | Lucy (röst)              | Episod: "Al Gore/Phish"                    |
| 2003      | Boomtown                      | Tracey                   | Episod: "Inadmissable"                     |
| 2004      | Crossballs: The Debate Show   |                          | Episod: "Plastic Surgury: Nip-pocalypse?"  |
| 2004      | The Bernie Mac Show           | Christophers mamma       | Episod: "Stiff Upper Lip"                  |
| 2005-2013 | The Office                    | Meredith Palmer          | Huvudroll (186 episoder)                   |
| 2006      | The Office: The Accountants   | Meredith Palmer          | Episod: "Meredith"                         |
| 2008      | The Office: The Outburst      | Meredith Palmer          | Episod: "The Explanation"                  |
| 2009      | Rise and Fall of Tuck Johnson | Nikki Strokums           |                                            |
| 2009      | The Office: Blackmail         | Meredith Palmer          |                                            |
| 2009      | Jay Leno Show                 | Wendy/Mrs. Claus         | Episoder: "1.10", "1.69"                   |
| 2010      | Magi på Waverly Place         | Elaine Finkle            | Episod: "Wizards vs. Finkles"              |
| 2010      | The Office: The 3rd Floor     | Meredith Palmer          | Episoder: "The Final Product", "Moving On" |
| 2011      | The Soup                      | Brenna                   | Episod: "The Soup Awards"                  |
| 2011      | The Christmas Pageant         | Beverly Simmons          | TV-film                                    |
| 2011      | The Life & Times of Tim       | Irene/Jean Gillis (röst) | 2 episoder                                 |
| 2013      | Jessie                        | Korpral Kaka             | Episod: "GI Jessie"                        |